# توم سكوبي
توم سكوبي (بالإنجليزية: Tam Scobbie)‏ (31 مارس 1988 في المملكة المتحدة - ) هو لاعب كرة قدم بريطاني في مركز الدفاع. شارك مع منتخب اسكتلندا تحت 19 سنة لكرة القدم ومنتخب اسكتلندا تحت 21 سنة لكرة القدم. أما مع النوادي، فقد لعب مع سانت جونستون ونادي فالكيرك.

## وصلات خارجية
- توم سكوبي على موقع الاتحاد الإسكتلندي (الإنجليزية)
- توم سكوبي على موقع قاعدة بيانات كرة القدم.إي يو (الإنجليزية)
- توم سكوبي على موقع Soccerbase.com (لاعب) (الإنجليزية)
- توم سكوبي على موقع Soccerway.com (الإنجليزية)
- توم سكوبي على موقع عالم كرة القدم.نت (الإنجليزية)